# Micragrotis similis
Micragrotis similis là một loài bướm đêm trong họ Noctuidae.